# Fletcher Abram
Fletcher Abram, Jr. (født 12. december 1950 i Cary, Mississippi.) er en tidligere amerikansk håndboldspiller som deltog under Sommer-OL 1972.
I 1972 var han med på USAs håndboldlandshold som endte på en 14. plads under Sommer-OL. Han spillede i tre kampe og scorede to mål.